# Langt fra Moskva
Langt fra Moskva (russisk: Далеко от Москвы) er en sovjetisk film fra 1950 af Aleksandr Stolper.

## Medvirkende
- Nikolaj Okhlopkov som Batmanov
- Lev Sverdlin som Zalkind
- Pavel Kadotjnikov som Kovsjov
- Valerian Kvatjadze som Beridze
- Aleksandr Khanov som Topolev